# Косая Можга
Коса́я Мо́жга — деревня в Вавожском районе Удмуртии, входит в состав муниципального образования Брызгаловское сельское поселение.
Урбанонимы:
- улицы — Зелёная, Центральная

## Население
| 2010 | 2012 |
| ---- | ---- |
| 24   | ↗28  |